# Уилитс (град, Калифорния)
Уилитс (на английски: Willits) е град в окръг Мендосино, щата Калифорния, САЩ. Уилитс е с население от 4875 жители (по приблизителна оценка от 2017 г.) и обща площ от 7,3 km². Намира се на 424 m надморска височина. ЗИП кодовете му са 95429, 95490, а телефонният му код е 707.